# Salesforce Tower
Der Salesforce Tower (ehemals Transbay Terminal Tower) ist ein Wolkenkratzer in San Francisco, US-Bundesstaat Kalifornien.

## Entstehung
Der Bau des Hochhauses wurde Ende 2013 begonnen und im Jahr 2018 abgeschlossen. Bereits im Jahr 2006 wurden erste Planungen zu einem Projekt namens Transbay Terminal Tower veröffentlicht, wobei der Projektname später in Bezug auf den künftigen Hauptmieter Salesforce.com auf Salesforce Tower geändert wurde. Für den Entwurf des Turms ist der bekannte argentinische Architekt César Pelli verantwortlich. Der Wolkenkratzer erreicht eine Höhe von 326 Metern, damit ist er höher als der U.S. Bank Tower in Los Angeles (310 Meter). Allerdings wurde 2017 in Los Angeles der 335 Meter hohe Wilshire Grand Tower eröffnet, der den Salesforce Tower um neun Meter übertrifft und somit das höchste Gebäude an der amerikanischen Westküste darstellt. Dennoch ist der Salesforce Tower deutlich höher als die 260 Meter hohe Transamerica Pyramid, der einstmals höchste Bau in San Francisco.
In den 61 Etagen des Hochhauses sollen, abgesehen von den technischen Einrichtungen zum Betrieb des Bauwerks, ausschließlich moderne Büroräume entstehen. Der Salesforce Tower verfügt über einen quadratischen Grundriss, im obersten Viertel bis zum Flachdach verringert sich die Grundfläche in leicht abgerundeter Form. Die Fassade des Wolkenkratzers soll ausschließlich mit Glas verkleidet sein.
Im Jahr 2012 kaufte der Immobilieninvestmenttrust Boston Properties 50 % und im Jahr 2013 weitere 45 % an dem Gebäude.